# Kreuzstein (Lohnde)

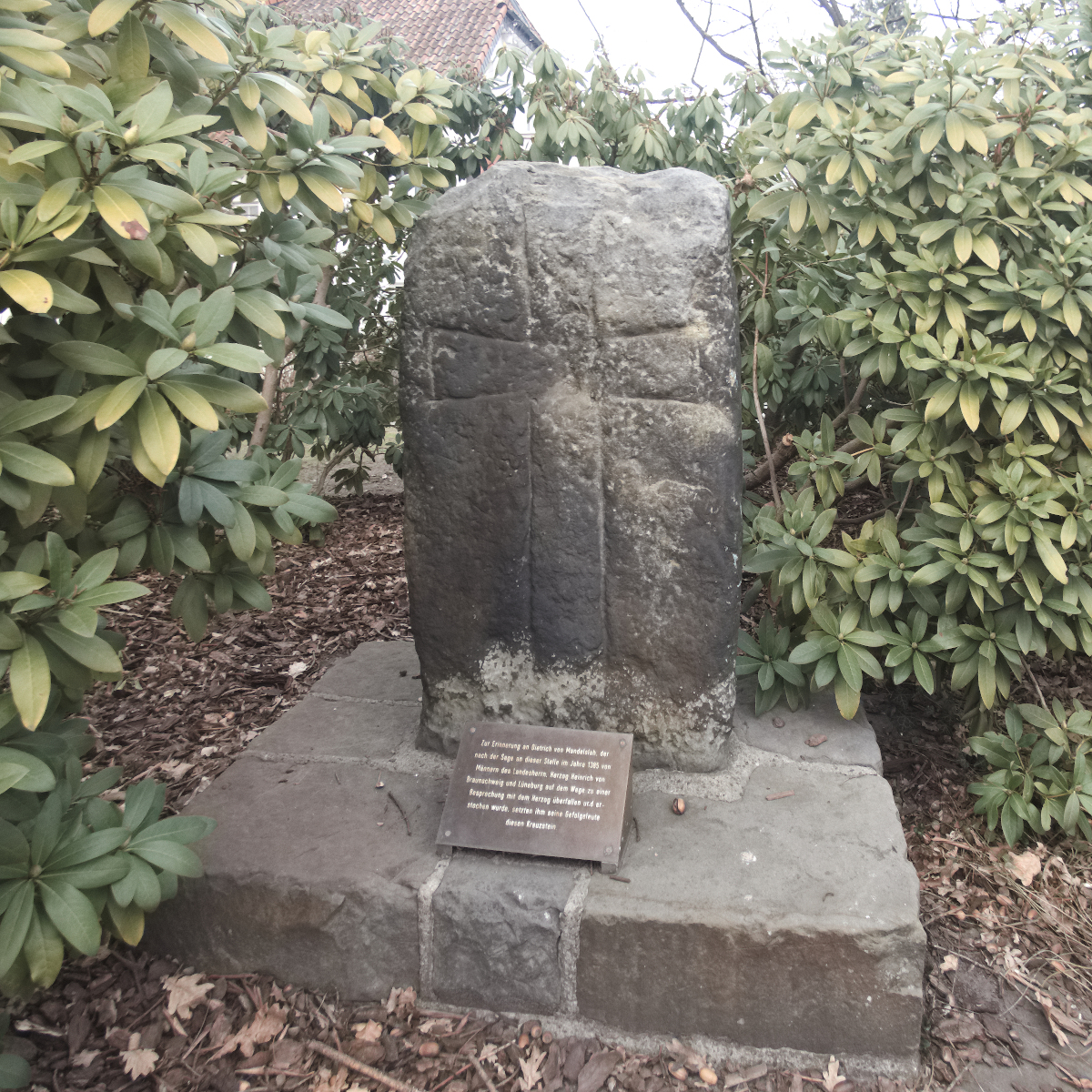
Der Kreuzstein im Februar 2019

Der Kreuzstein an der Straße Krumme Masch in Lohnde, einem Stadtteil der Stadt Seelze in der Region Hannover in Niedersachsen, ist ein Baudenkmal.
Der Kreuzstein steht auf einem Privatgrundstück hinter der Einfriedung. Die Straße bildet einen Abschnitt des ehemaligen Kirchwegs von Lohnde nach Seelze beziehungsweise der Landstraße von Hannover nach Westen. Die Vorderseite ist von der Straße aus gut sichtbar, die Rückseite ist nicht zugänglich. Beim Brückenbau der heutigen Calenberger Straße über den in Bau befindlichen Mittellandkanal im Jahr 1909 wurde der Kreuzstein an seinen neuen Standort am Fuß der Ostrampe versetzt. Auf beiden Seiten des Steins ist je ein schlichtes lateinisches Balkenkreuz mit sich nach außen leicht verbreiterndem Querbalken eingerillt.

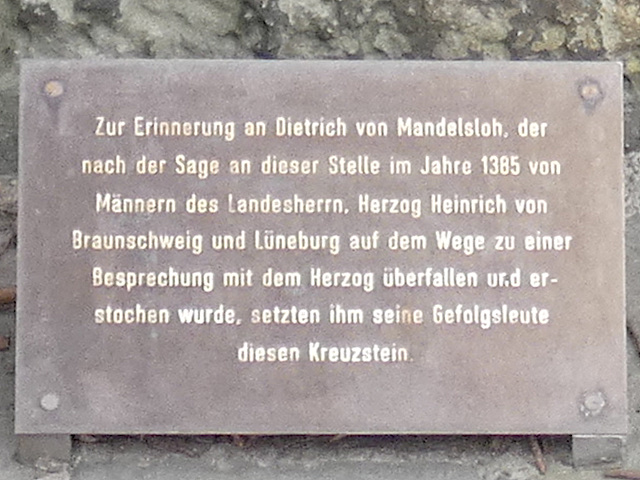
Die Infotafel vor dem Kreuzstein

Der Kreuzstein soll an Dietrich von Mandelsloh erinnern, der an dieser Stelle im April 1395, oder 1385 wie fälschlich auf der Hinweistafel vor dem Kreuzstein geschrieben steht, von Herzog Heinrich dem Milden erstochen wurde. Mandelsloh hatte als Raubritter von seinem Schloss Ricklingen aus jahrzehntelang die Schifffahrt auf der Leine bedroht.  Er war vom Herzog unter freiem Geleit zu einer Besprechung nach Seelze geladen worden.
Nach anderen Sagen sollte der Kreuzstein an einen von Straßenräubern getöteten jüdischen Händler oder aber an einen 1625 beim Gefecht bei Seelze gefallenen Offizier Tillys erinnern.